# Danh sách bản phân phối Android tùy chỉnh
Đây là một danh sách chưa hoàn thiện về các bản phân phối hậu mãi (firmware tùy chỉnh, ROM tùy chỉnh) của hệ điều hành Android nhận được sự chú ý riêng trong các nguồn liên quan tới Android nổi bật.
Danh sách này không bao gồm các bản phân phối được cài đặt sẵn trên một thiết bị (ROM gốc) hoặc các bản tùy chỉnh của chúng.

## Bảng các bản ROM
| Tên                   | Nhà phát triển                                  | Tình trạng phát triển | Mã nguồn mở?                                    | Bản phát hành mới nhất | Phiên bản Android | Năm bắt đầu | Các thiết bị hỗ trợ                     | Ghi chú |
| --------------------- | ----------------------------------------------- | --------------------- | ----------------------------------------------- | ---------------------- | ----------------- | ----------- | --------------------------------------- | --- |
| AOKP                  | Team Kang                                       | Đang hoạt động        | Có                                              | nougat                 | 7.1 Nougat        | 2011        | 89                                      | Dựa trên CyanogenMod                                                                                        |
| Baidu Yi              | Baidu                                           | Đã ngừng              | Không                                           | Không biết             | Không biết        | 2011        | Không biết                              | Đã ngừng vào tháng 3 năm 2015                                                                               |
| CarbonROM             | Carbonrom Team                                  | Đang hoạt động        | Có                                              | 5.1                    | 7.1.2 Nougat      | ?           | 30+                                     | Dựa trên AOSP                                                                                               |
| CopperheadOS          | Copperhead Security                             | Đang hoạt động        | Mã nguồn có sẵn cho việc sử dụng phi thương mại |                        | 7.1.2 Nougat      | 2015        | 5                                       | Tập trung bảo mật                                                                                           |
| CyanogenMod           | Cộng đồng Mã nguồn mở CyanogenMod, Cyanogen Inc | Đã ngừng              | Có                                              | 14.1 Nightly           | 7.1.1 Nougat      | 2009        | 571                                     | Phiên bản sau của CyanogenMod là LineageOS                                                                  |
| Indus OS              | Team Indus OS                                   | ?                     | Không                                           | 2.0                    | 6.0 Marshmallow   | 2015        | 25                                      | |
| LeWa OS               | Lewa Technology                                 | ?                     | Mã nguồn đóng với một số thành phần mã nguồn mở | OS 7 beta              | 5.1.1 Lollipop    | 2011        | ?                                       | |
| LineageOS             | Cộng đồng LineageOS                             | Đang hoạt động        | Có                                              | 18.1                   | 11 R              | 2016        | 121                                     | Chuyển từ CyanogenMod                                                                                       |
| MIUI                  | Xiaomi Tech                                     | Đang hoạt động        | Một phần                                        | 12.2                   | 11 R              | 2010        | Xiaomi                                  | |
| MoKee                 | MoKee Open Source Team                          | Đang hoạt động        | Có                                              | MK71.1                 | 7.1.2 Nougat      | 2012        | 266                                     | |
| OmniROM               | Cộng đồng OmniROM                               | Đang hoạt động        | Có                                              | Android 7.1            | 7.1 Nougat        | 2013        | 35                                      | |
| OxygenOS              | OnePlus                                         | Đang hoạt động        | Một phần                                        | 11.0                   | 11 R              | 2015        | OnePlus                                 | Chỉ hỗ trợ các thiết bị của chính họ                                                                        |
| One UI                | Samsung Electronics Co., Ltd.                   | Đang hoạt động        | Kernel                                          | 3.1.1                  | 11 R              | 2019        | Điện thoại và máy tính bảng của Samsung | Sự kết hợp của Samsung Experience UX với TouchWiz                                                           |
| Paranoid Android      | Paranoid Android Team                           | Đang hoạt động        | Có                                              | 7.2.3                  | 7.1.2             | 2012        | 48                                      | Dựa trên CAF                                                                                                |
| Pure Fusion OS        | Pure Fusion Team                                | Đang hoạt động        | Có                                              | Android 7.1.2          | 7.1.2             | 2017        | 3                                       | Tối ưu hóa độ ổn định, hiệu năng và thời lượng pin. Dựa trên AOSP và CAF. Ban đầu được chuyển từ PureNexus. |
| Pixel Experience      | Pixel Experience Team                           | Đang hoạt động        | Có                                              | 11                     | 11 R              | ?           | 112                                     | Tái tạo các trải nghiệm điện thoại Pixel của Google                                                         |
| Replicant             | Denis Carikli, Paul Kocialkowski                | Đang hoạt động        | Có                                              | 6.0                    | 6.0 Marshmallow   | 2011        | 12                                      | Dựa trên LineageOS, bỏ tất cả yếu tố chỉ nhị phân                                                           |
| Resurrection Remix OS | Nhóm Resurrection Remix                         | Đang hoạt động        | Có                                              | 5.8.4                  | 7.1.2 Nougat      | 2012        | 126                                     | |
| Smartisan OS          | Smartisan Technology                            | Đang hoạt động        | Một phần                                        | 3.2                    | 5.x Lollipop      | 2012        | 15                                      | |
| SlimRoms              | SlimRoms Ltd                                    | Đang hoạt động        | Có                                              | Slim 7                 | 7.1.2 Nougat      | trước 2014  | 45                                      | Dựa trên CyanogenMod                                                                                        |
| XenonHD               | Team Horizon                                    | Đang hoạt động        | Có                                              | 14.1                   | 7.1.2 Nougat      | ?           | 38                                      | Dựa trên AOSP và LineageOS                                                                                  |
| Yun OS                | Alibaba                                         | Đang hoạt động        | Không                                           | 5.0 Atom               | Không biết        | 2011        | 56                                      | Phiên bản nhánh nhưng không tương thích của hệ điều hành Android mã nguồn mở, theo AOSP                     |